# Thomas Seidl (Handballspieler)
Thomas Seidl (* 8. August 1992 in Wien) ist ein ehemaliger österreichischer Handballspieler.

## Karriere

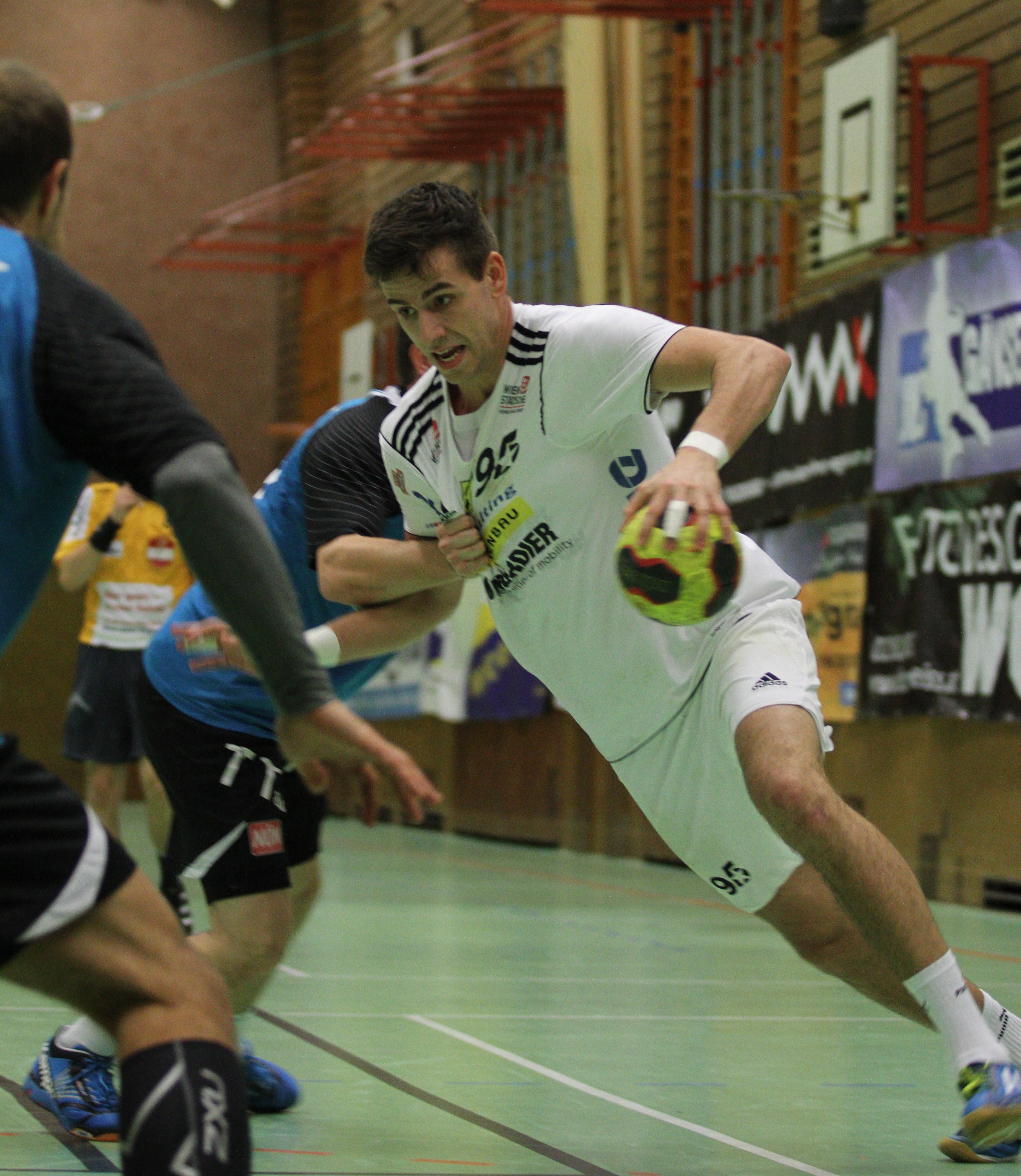
Thomas Seidl in einem Spiel für die zweite Mannschaft der Fivers (2014)

Der gebürtige Wiener ist mit Saisonstart 2012/13 in den Kader der Kampfmannschaft des Handballclubs Fivers Margareten aufgerückt. Er war für die Margaretner bis 2013 auch in den Jugendmannschaften noch aktiv. Zwischen 2013/14 und 2015/16 war er für die Margaretner vor allem in der Handball Bundesliga Austria aktiv.
Ab 2016/17 lief Seidl, bis auf ein Spiel, ausschließlich für die erste Mannschaft der Fivers auf. Mit den Margaretner konnte er 2015, 2016, 2017 und 2021 den ÖHB-Cup sowie 2016 und 2018 die österreichische Meisterschaft gewinnen. 
In der Saison 2020/21 nahm Seidl mit den Fivers an der EHF European League teil und kam mit der Mannschaft bis in das Achtelfinale, in welchem man gegen die Füchse Berlin ausschied. 2021/22, 2022/23, 2023/24 und 2024/25 nahm der Rückraumspieler mit den Fivers am EHF European Cup teil, wobei das beste Ergebnis das Erreichen der dritten Runde 2022/23 war.
Nach der Saison 2024/25 beendete Seidl seine Karriere.

## Saisonbilanzen

### HLA Meisterliga
| 2013/14   | Handballclub Fivers Margareten                                  | HLA Meisterliga                                                 | 0-                                                              | 01                                                              | 0/0                                                             | 01                                                              |                                                                 |                                                                 |                                                                 |                                                                 |
| 2014/15   | Handballclub Fivers Margareten                                  | HLA Meisterliga                                                 | 0-                                                              | 03                                                              | 0/0                                                             | 03                                                              |                                                                 |                                                                 |                                                                 |                                                                 |
| 2015/16   | Handballclub Fivers Margareten                                  | HLA Meisterliga                                                 | 0-                                                              | 012                                                             | 0/0                                                             | 012                                                             |                                                                 |                                                                 |                                                                 |                                                                 |
| 2016/17   | Handballclub Fivers Margareten                                  | HLA Meisterliga                                                 | 031                                                             | 037                                                             | 0/0                                                             | 037                                                             |                                                                 |                                                                 |                                                                 |                                                                 |
| 2017/18   | Handballclub Fivers Margareten                                  | HLA Meisterliga                                                 | 028                                                             | 021                                                             | 0/0                                                             | 021                                                             |                                                                 |                                                                 |                                                                 |                                                                 |
| 2018/19   | Handballclub Fivers Margareten                                  | HLA Meisterliga                                                 | 030                                                             | 025                                                             | 0/0                                                             | 025                                                             |                                                                 |                                                                 |                                                                 |                                                                 |
| 2019/20   | Saison aufgrund der COVID-19-Pandemie in Österreich abgebrochen | Saison aufgrund der COVID-19-Pandemie in Österreich abgebrochen | Saison aufgrund der COVID-19-Pandemie in Österreich abgebrochen | Saison aufgrund der COVID-19-Pandemie in Österreich abgebrochen | Saison aufgrund der COVID-19-Pandemie in Österreich abgebrochen | Saison aufgrund der COVID-19-Pandemie in Österreich abgebrochen | Saison aufgrund der COVID-19-Pandemie in Österreich abgebrochen | Saison aufgrund der COVID-19-Pandemie in Österreich abgebrochen | Saison aufgrund der COVID-19-Pandemie in Österreich abgebrochen | Saison aufgrund der COVID-19-Pandemie in Österreich abgebrochen |
| 2020/21   | Handballclub Fivers Margareten                                  | HLA Meisterliga                                                 | 029                                                             | 024                                                             | 0/0                                                             | 024                                                             |                                                                 |                                                                 |                                                                 |                                                                 |
| 2021/22   | Handballclub Fivers Margareten                                  | HLA Meisterliga                                                 | 025                                                             | 058                                                             | 0/0                                                             | 058                                                             |                                                                 |                                                                 |                                                                 |                                                                 |
| 2022/23   | Handballclub Fivers Margareten                                  | HLA Meisterliga                                                 | 026                                                             | 045                                                             | 0/0                                                             | 045                                                             |                                                                 |                                                                 |                                                                 |                                                                 |
| 2023/24   | Handballclub Fivers Margareten                                  | HLA Meisterliga                                                 | 027                                                             | 043                                                             | 0/0                                                             | 043                                                             |                                                                 |                                                                 |                                                                 |                                                                 |
| 2024/25   | Handballclub Fivers Margareten                                  | HLA Meisterliga                                                 | 023                                                             | 013                                                             | 0/0                                                             | 013                                                             |                                                                 |                                                                 |                                                                 |                                                                 |
| 2013–2025 | gesamt                                                          | HLA Meisterliga                                                 | 219 1                                                           | 282                                                             | 0/0                                                             | 282                                                             |                                                                 |                                                                 |                                                                 |                                                                 |

### HLA Challenge
| Saison    | Verein                         | Spielklasse   | Tore | 7-Meter      | Feldtore |
| --------- | ------------------------------ | ------------- | ---- | ------------ | -------- |
| 2013/14   | Handballclub Fivers Margareten | HLA Challenge | 098  | 14/21        | 084      |
| 2014/15   | Handballclub Fivers Margareten | HLA Challenge | 077  | 0/0          | 077      |
| 2015/16   | Handballclub Fivers Margareten | HLA Challenge | 073  | 12/13        | 061      |
| 2016/17   | Handballclub Fivers Margareten | HLA Challenge | 07   | 0/0          | 07       |
| 2013–2017 | gesamt                         | HLA Challenge | 255  | 26/34 (76 %) | 229      |

## Erfolge
- 2× Österreichischer Meister 2015/16, 2017/18
- 4× Österreichischer Pokalsieger 2014/15, 2015/16, 2016/17, 2020/21